# Anna Maria Jopek

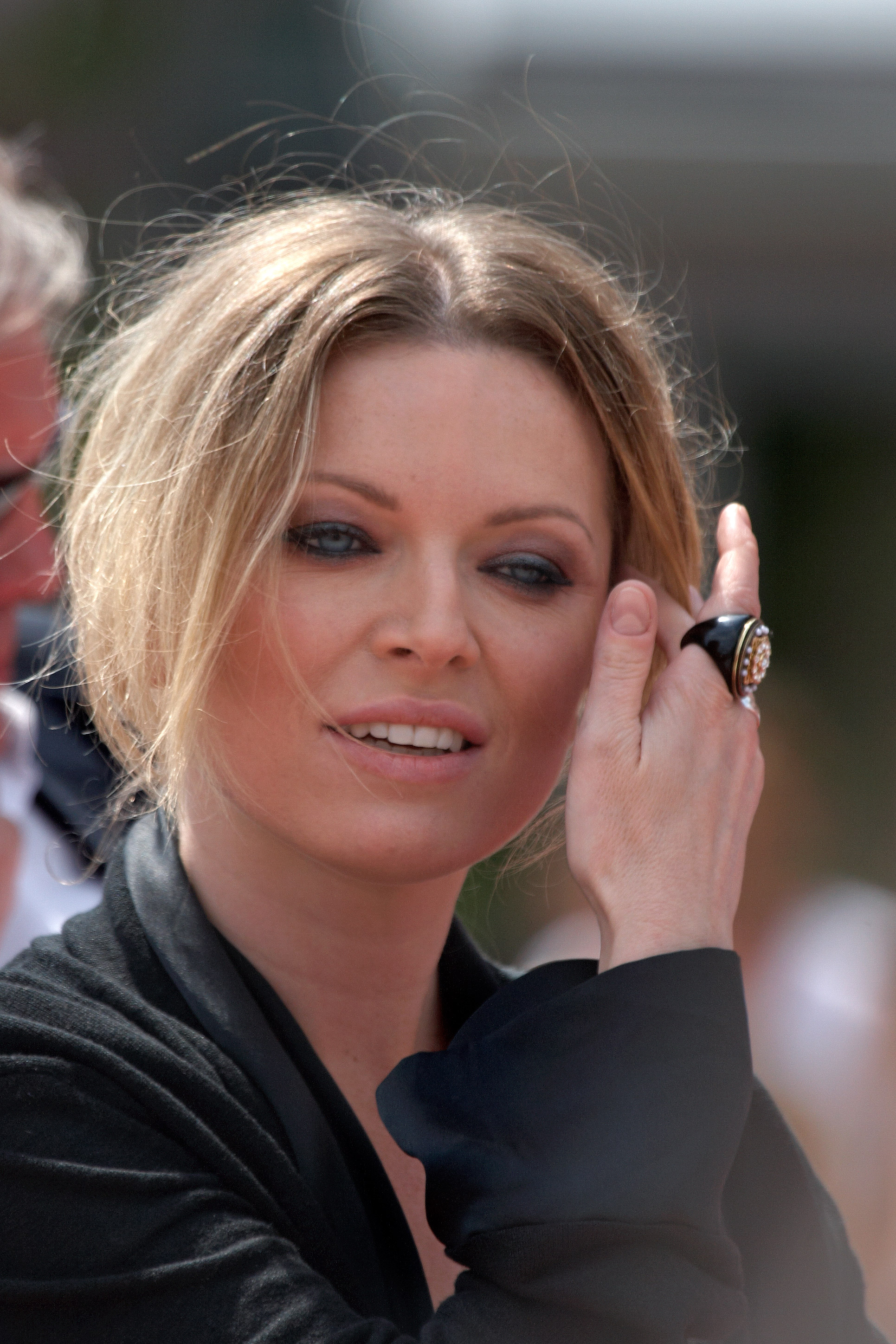
Anna Maria Jopek

Anna Maria Jopek (Warschau, 14 december 1970) is een Poolse zangeres.
Ze vertegenwoordigde Polen op het Eurovisiesongfestival 1997 met het lied Ale jestem. Ze eindigde als 11e, de op drie na beste prestatie voor het land.
Een jaar na haar deelname kreeg ze een gouden plaat voor haar nieuw album. Op 31 januari 1998 huwde ze een radiopresentator. In dat jaar kreeg ze ook een belangrijke Poolse muziekprijs.
In 2000 toerde ze even door Israël en met haar band stond ze in het voorprogramma van Sting in Katowice. In 2002 werkte ze samen aan een album met jazzgitarist Pat Metheny. Ze toerde door Duitsland, Oostenrijk, Frankrijk en de VS. In 2011 maakte zij drie korte tournees door Indonesië, Japan en Duitsland om haar nieuwe cd-box Lustra met 3 cd's te promoten. Ook deed zij een aantal festivals aan in Spanje en Portugal.
In 2005 verscheen haar eerste Engelstalige album.

## Discografie
- Ale Jestem (1997)
- Szeptem / Koncert(1998)
- Jasnosłyszenie (1999)
- Dzisiaj z Betleyem (1999)
- Bosa (2000)
- Barefoot (2002)
- Nienasycenie (2002)
- Upojenie (2002) met Pat Metheny
- Farat, cd, dvd en box (2003)
- Niebo (2005)
- Secret (2005)
- ID (2007)
- JO & CO (2008)
- Lustra (box met de cd's Polanna, Haiku en Sobremesa uit 2011)
- Minione (2017)
- Czas kobiety (2017)
- Ulotne (2018)

Op de cd Polanna staat de Poolse traditie, folklore en muziekgeschiedenis centraal. Hierop komen instrumenten uit Polen, Rusland en Oekraïne aan bod.
Op de cd Haiku komt haar liefde voor de Aziatische (ei)landen naar voren. Deze cd is alleen gevuld met nummers van Anna Maria Jopek en Makoto Ozone op piano.
De cd Sobremesa is opgedragen aan Portugal, waar Jopek haar tweede thuis heeft gevonden. Voor dit album werkte zij samen met vooral Tito Paris en Yami; er zijn veel invloeden uit de bossa nova en Portugese klanken.
1994: Edyta Górniak · 
1995: Justyna Steczkowska · 
1996: Kasia Kowalska · 
1997: Anna Maria Jopek · 
1998: Sixteen · 
1999: Mietek Szcześniak · 
2001: Piasek · 
2003: Ich Troje · 
2004: Blue Café · 
2005: Ivan & Delfin · 
2006: Ich Troje · 
2007: The Jet Set · 
2008: Isis Gee · 
2009: Lidia Kopania · 
2010: Marcin Mroziński · 
2011: Magdalena Tul · 
2014: Donatan & Cleo · 
2015: Monika Kuszyńska · 
2016: Michał Szpak · 
2017: Kasia Moś · 
2018: Gromee feat. Lukas Meijer · 
2019: Tulia · 
2021: Rafał · 
2022: Ochman · 
2023: Blanka · 
2024: Luna · 
2025: Justyna Steczkowska
- Bibliothèque nationale de France: cb14640797q (data)
- Gemeinsame Normdatei: 135426065
- International Standard Name Identifier: 0000 0001 1444 9851
- Library of Congress Control Number: no2008164553
- MusicBrainz: 83234f8f-44d3-4047-8d56-28c9e4966f21
- Nationale Bibliotheek van Tsjechië: xx0034984
- Nationale Bibliotheek van Polen: a0000001610600
- Réseau des bibliothèques de Suisse occidentale: 02-A012084404
- Système universitaire de documentation: 088522377
- Virtual International Authority File: 56868700
- WorldCat: E39PBJf8yjKQmhjrvCjQDtrwmd